# 122
Aquesta pàgina és per a l'any. Per al nombre, vegeu cent vint-i-dos.

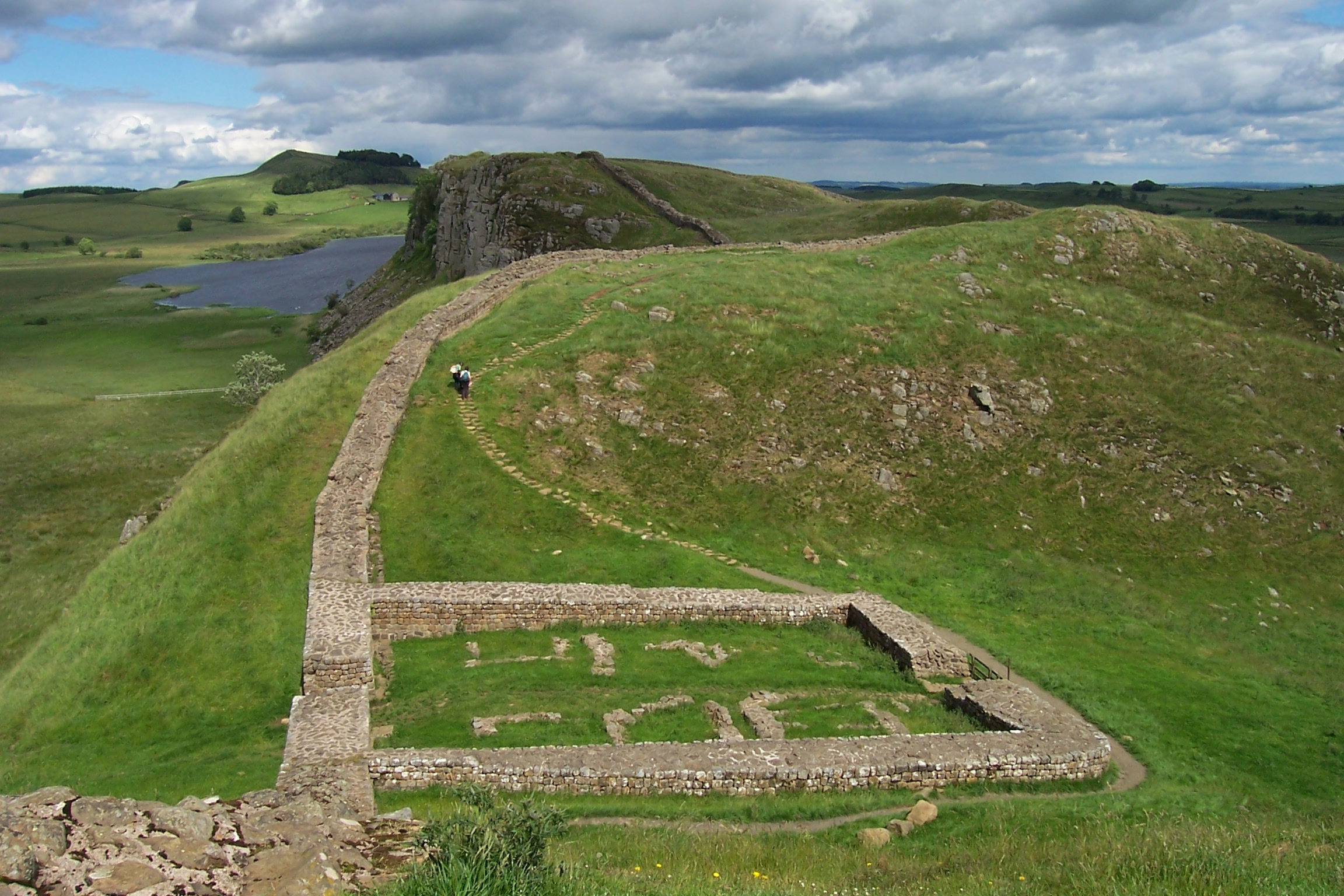
Mur d'Adrià

El 122 (CXXII) fou un any comú començat en dimecres de l'edat antiga

## Esdeveniments
- Comença la construcció del mur d'Adrià a Britànnia per impedir que els pictes entressin a territoris de l'Imperi Romà.[1]